# نژده، ارمنستان
نژده (به ارمنی: Նժդեհ) یک سکونتگاه مسکونی در ارمنستان است که در استان سیونیک واقع شده‌است. نژده در 126 کیلومتری شمال غرب کاپان، مرکز استان سیونیک واقع شده‌است.

## خصوصیات
نژده ۲۸٫۸۱ کیلومترمربع مساحت و ۱۳۹ نفر جمعیت دارد و در ارتفاع ۱۹۰۰ (۲۰۰۰) متر بالاتر از سطح دریا قرار گرفته‌است.
| سال   | ۱۸۹۷ | ۱۹۲۶ | ۱۹۳۹ | ۱۹۵۹ | ۱۹۷۰ | ۱۹۷۹ | ۲۰۰۱ | ۲۰۰۴ |
| جمعیت | ۱۵۴  | ۱۴۹  | ۲۹۹  | ۵۹۱  | ۷۷۷  | ۷۳۶  | ۱۱۴  | ۲۶۳  |